# 주벨라루스 대한민국 대사관
주벨라루스 대한민국 대사관(러시아어: Посольство Республики Корея в Республике Беларусь, 벨라루스어: Пасольства Рэспублікі Карэя ў Рэспубліцы Беларусь)은 1997년 벨라루스 민스크에 개설된 대한민국 외교부 소속의 대사관이다.

## 역대 대사
| 2007.12.14 | 이연수 초대 대사 부임             |
| 2011.3.29  | 강원식 제2대 주벨라루스 대사 부임 |
| 2013.6.23  | 양중모 제3대 주벨라루스 대사 부임 |
| 2016.4.29  | 김용호 제4대 주벨라루스 대사 부임 |
| 2019.5.13  | 태준열 제5대 주벨라루스 대사 부임 |
| 2022.3.12  | 박두순 제6대 주벨라루스 대사 부임 |

## 같이 보기
- 주한 벨라루스 대사관
- 대한민국의 재외공관 목록
- 벨라루스의 재외공관 목록
- 대한민국-벨라루스 관계